# 西身内谷駅
西身内谷駅（にしみうちだにえき）は、かつて福岡県田川郡（現・田川市）にあった鉄道省（省鉄）田川線（現:日田彦山線の一部）の貨物駅（廃駅）である。1922年（大正11年）1月1日に廃駅となった。

## 歴史
- 1896年（明治29年）2月5日 - 豊州鉄道により開業。
- 1901年（明治34年）9月3日 - 豊州鉄道が九州鉄道に合併。
- 1907年（明治40年）7月1日 - 九州鉄道国有化。田川線所属駅となる。
- 1915年（大正4年）7月1日 - 当分の間閉鎖となる。
- 1922年（大正11年）1月1日 - 廃止。

## 隣の駅
鉄道省（省鉄）
田川線
伊田駅 - 西身内谷駅 - 後藤寺駅